# Порошин, Андрей Иванович (генерал-поручик)
Андрей Иванович Порошин (1707 — 31 января 1784) — русский горнозаводской деятель, генерал-поручик (1770), начальник Колывано-Воскресенских (Алтайских) горных заводов (1753—1769), по должности осуществлявший управление территорией, сегодня известной, как Алтайский край. 

## Биография
Родился в 1707 году в дворянской семье Ивана Северьяновича Порошина. В годы петровских преобразований закончил Артиллерийское училище и в 1722 году получил назначение Екатеринбургские горные заводы. Вскоре после этого был послан в Швецию для изучения горного дела, где оставался в течение нескольких лет. После возвращения в Россию продолжил свою карьеру на горных заводах.
В 1735 году Порошин служил на Сибирских горных заводах, а в 1744 году — на Уральских заводах, в канцелярии заводоуправления. 
В 1745 году Порошин, с несколькими другими офицерами, был отправлен для исследования местности, в которой крестьянина деревни Шарташ (близ Екатеринбурга) Дорофей Марков открыл золотоносные жилы. В дальнейшем посетил Шилово-Исетское месторождение, совместно с бригадиром А. Б. Беэром.
В 1747 году, когда бригадир Беэр был назначен начальником Колывано-Воскресенских заводов, туда вместе с ним отправился и Порошин. С 1748 года служил на Алтае в местной горнозаводской канцелярии.
В 1751 году, Порошин, будучи на тот момент полковником, был вызван в Санкт-Петербург для дачи правительству каких-то объяснений. После кончины Беэра (1753) был назначен его преемником, но до 1761 года оставался в Санкт-Петербурге, добившись определённых улучшений в законодательном регулировании деятельности заводов (фактическое управление заводами «на месте» в этот период осуществлял И. С. Христиани).
В январе 1761 году Порошин был произведён в генерал-майоры и наконец-то выехал к месту службы. К моменты его приезда на Алтай добыча руды велась почти исключительно на Змеиногорском руднике. Порошин организовал разработку новых рудников — Семеновского и Николаевского, выстроил Павловский сереброплавильный завод (1764), а также Сузунский медеплавильный завод и монетный двор, где в 1765 году была начата чеканка медной монеты (т. н. Сибирская монета) из колыванской меди, продолжавшаяся до 1781 года. 
Первая в России паровая машина была построена на Колыванских заводах механиком И. И. Ползуновым в период руководства ими Порошина. 
Для борьбы с пьянством Порошин закрыл на Алтае все винокурни, производившие самогон. В Барнауле и Змеиногорске им были открыты начальные горные школы. 
За период руководства Порошина выплавка серебра на Алтайских заводах увеличилась с 265 до 810 пудов в год. 
В 1769 году Порошин по болезни вышел в отставку, причём в 1770 году за многолетнюю службу ему был пожалован чин генерал-поручика. Его преемником на должности руководителя Алтайских горных заводов стал Андрей Аврамович Ирман.
Скончался в 1784 году.

## Память
В селе Павловск Алтайского края, который возник, как посёлок при основанном Порошиным горном заводе, в 2017 году был установлен памятник основателю города, состоящий из бронзовой статуи в полный рост на фоне стилизованной бронзовой арки с рельефами, посвящёнными истории города и завода.